# NGC 6197
NGC 6197 est une vaste galaxie lenticulaire relativement éloignée et située dans la constellation d'Hercule. Sa vitesse par rapport au fond diffus cosmologique est de 9 636 ± 2 km/s, ce qui correspond à une distance de Hubble de 142,1 ± 10,0 Mpc (∼463 millions d'al). NGC 6197 a été découverte par l'astronome allemand Albert Marth en 1864. Cette galaxie a aussi été observée par l'astronome français Guillaume Bigourdan le 28 août 1886 et elle a été inscrite à l'Index Catalogue sous la désignation IC 4616.
En raison d'une brillance de surface égale à 14,13 mag/am2, on peut qualifier NGC 6197 de galaxie à faible brillance de surface (LSB en anglais pour low surface brightness). Les galaxies LSB sont diffuses (D) et d'une brillance de surface inférieure de moins d'une magnitude à celle du ciel nocturne ambiant.